# روت كرافت
روت كرافت Ruth Kraft هو الاسم المستعار لروت بوسينيوس Ruth Bussenius (ولدت في مدينة شيلداوْ في 3 فبراير 1920) كاتبة روائية ألمانية.

## حياتها
ولدت روت كرافت في مدينة شيلداوْ وكان والدها تاجرا. وبعد أن أتمت دراستها الثانوية، درست التجارة وعملت كاتبة حسابات بعد تخرجها. وانضمت في عام 1938 إلى حزب العمال الاشتراكي القومي الألماني. وعملت أثناء الحرب العالمية الثانية سكرتيرة في معمل أبحاث تابع للجيش في منطقة مصب نهر البينة Peene. وبعد انتهاء الحرب بدأت في الإذاعة في لايبزج.
وفي تلك الفترة بدأت في كتابة كتب للأطفال. وفي عام 1946 انضمت إلى الحزب الليبرالي الديمقراطي في المنطقة المحتلة من جانب السوفييت. وصارت عضوا في مجلس إدارة الحزب في عام 1963. وفي عام 1974 حصلت على عضوية مجلس السلام في جمهورية ألمانيا الديمقراطية (ألمانيا الشرقية). وهي تقيم حاليا في مدينة تسويْتن Zeuthen.
ألفت روت كرافت العديد من الروايات وكتبت كتبا للأطفال والشباب، وكذلك سيناريوهات لبعض الأفلام وكذلك تمثيليات إذاعية. وقد دونت روت في رواياتها «جزيرة بلا إشارة ضوئية» Insel ohne Leuchtfeuer, ذكرياتها وتجربتها الشخصية أثناء عملها سكرتيرة في معمل أبحاث تابع للجيش في منطقة مصب نهر البينة Peene. وتحولت في السبعينيات إلى تناول قضايا معاصرة في أعمالها.
كانت روت كرافت عضوا في اتحاد الكتاب الألمان في ألمانيا الشرقية، وقد حصلت على العديد من الجوائز الأدبية منها: جائزة تيودور فونتانه من مقاطعة بوتسدام في عام 1967, وجائزة الرابطة النسوية الديمقراطية الألمانية في عام 1985.

## من أعمالها
- جزيرة بلا إشارة ضوئية 1959